# Cicindela ancocisconensis
Cicindela ancocisconensis este o specie de insecte coleoptere descrisă de Thaddeus Williams Harris în anul 1852. Cicindela ancocisconensis face parte din genul Cicindela, familia Carabidae. Această specie nu are alte subspecii cunoscute.